# Phanerophlebia caryotidea
Phanerophlebia caryotidea là một loài thực vật có mạch trong họ Dryopteridaceae. Loài này được (Wall. ex Hook. & Grev.) Copel. miêu tả khoa học đầu tiên năm 1947.